# وكالة الأنباء الألمانية

شعار وكالة الأنباء الألمانية القديم

المقر الرئيسي لوكالة الأنباء الألمانية في هامبورغ ، ألمانيا

وكالة الأنباء الألمانية (بالألمانية: Deutsche Presse Agentur) هي أهم وكالة أنباء في ألمانيا وأحد أكبر وكالات الأنباء في العالم. يختصر اسمها من خلال وضع الأحرف الأولى من تسميتها بالألمانية لتصبح د.ب.أ (DPA). تبث خدماتها الإخبارية بكل من اللغات الألمانية، والإنجليزية، والإسبانية والعربية.

## التاريخ
تأسست الوكالة عام 1949 م عندما اتُفق على دمج كل من الوكالات الألمانية DENA, DPD و SÜDENA في وكالة أنباء مركزية واحدة مقرها هامبورغ ووضع رأس مال للشركة قدره 350 ألف مارك ألماني. بدأت الوكالة الجديدة بإرسال الأنباء في الأول من سبتمبر عام 1950 م. تضاعف رأس مال الشركة وبدأ العمل في خدمة اللغة الإنجليزية عام 1957 م وخدمة اللغة الإسبانية عام 1959 م وخدمة اللغة العربية عام 1967 م. نقلت مراكز خدمات الوكالة الإنجليزية من هامبورغ إلى واشنطن وكورك وبانكوك ابتداء من عام 1994 والخدمة الإسبانية إلى مدريد وبيونس أيرس عام 1996 م والخدمة العربية إلى نيقوسيا عام 1997 م ولاحقا إلى القاهرة. بدأ العمل في بث الأنباء بواسطة شبكة الإنترنت عام 1997.

## أبرز المحطات بعدسقوط جدار برلينوإعادة توحيد ألمانيا[7]
- في عام 1991 شاركت الوكالة بنسبة 75% في وكالة " ZB" المركزية للصوروهي شركة ذات مسؤولية محدودة في برلين.
- في عام 1994 شركة "gms Global Media Services " ذات المسؤولية المحدودة المملوكة لوكالة الأنباء الألمانية  تشتري شركة " na news aktuell " الإخبارية ذات المسؤولية المحدودة وتنشأ مكتب تحرير إضافي في واشنطن لخدمة الأخبار الدولية بالإنجليزية.
- في عام 1995 حولت الوكالة نظامها لإنتاج الصور للاعتماد على قاعدة البيانات الرقمية.
- في عام 2000 افتتاح المكتب الرئيسي لوكالة الأنباء الألمانية في برلين.
- في عام 2002 رأس مال الوكالة الأساسي 16 مليون و464 ألف و 750 يورو، حجم المبيعات (2001) 106 مليون يورو، عدد الموظفين 900، إعادة هيكلة الخدمة الدولية بالإنجليزية.
- في عام 2003 DPA تغير المسارات التحريرية في مكاتب التحرير التابعة للولايات الألمانية في إطار أحد أشمل الإصلاحات في تاريخ الوكالة.
- في عام 2007 بدأت بنشرة للأطفال التي تحتوي على نصوص وصور وتدوينات صوتية ورسوم متحركة.
- في عام 2010 افتتحت وكالة الأنباء الألمانية هيئة التحرير المركزية في برلين لتصبح ولأول مرة جميع هيئات التحرير المركزية للوكالة تحت سقف واحد.
- في عام 2012 لأول مرة تمنح د.ب.أ جائزة وكالة الأنباء الألمانية للأخبار لمواهب الصحفيين الناشئين.[7]
- في عام 2015 أطلقت وكالة الأنباء الألمانية مبادرة «المعجل الإعلامي التالي» لدعم تدريب كوادر الجهات الإعلامية الناشئة وتحصل من أجل هذا المشروع على دعم مالي وفني من اتحاد الصحفيين الألمان.

## الإدارة
يشغل بيتر كروبش منصب رئيس مجلس الإدارة منذ 20 يناير 2017، والمديرون الإداريون لوكالة الأنباء الألمانية هم ماثياس ماهن وأندرياس شميت. كان كروبش يعمل سابقًا في وكالة الصحافة النمساوية وتولى الرئاسة خلفًا لمايكل سيغبرز، الذي تقاعد في يناير 2017.
سفين غوسمان هو رئيس التحرير منذ 1 يناير 2014. كان سلفه في الفترة من 1 يناير 2010 إلى 31 أغسطس 2013 وولفغانغ بوشنر، الذي انتقل إلى المجلة الإخبارية دير شبيجل كرئيس تحرير. قبل بوشنر، ترأس ويلم هيرلين فريق تحرير الوكالة من عام 1991 حتى نهاية عام 2009.
رؤساء التحرير من عام 1949 إلى يومنا هذا:
- فريتز [رنجر] (1949-1959)
- إريك إيغلينغ (1959 - 1967)
- هانس [بينيرشك] (1968 - 1990)
- ويلم هيرلين (1991-2009)
- وولفغانغ بوشنر (2010-2013)
- سفين غوسمان (منذ عام 2014)

## الأقسام والعاملين

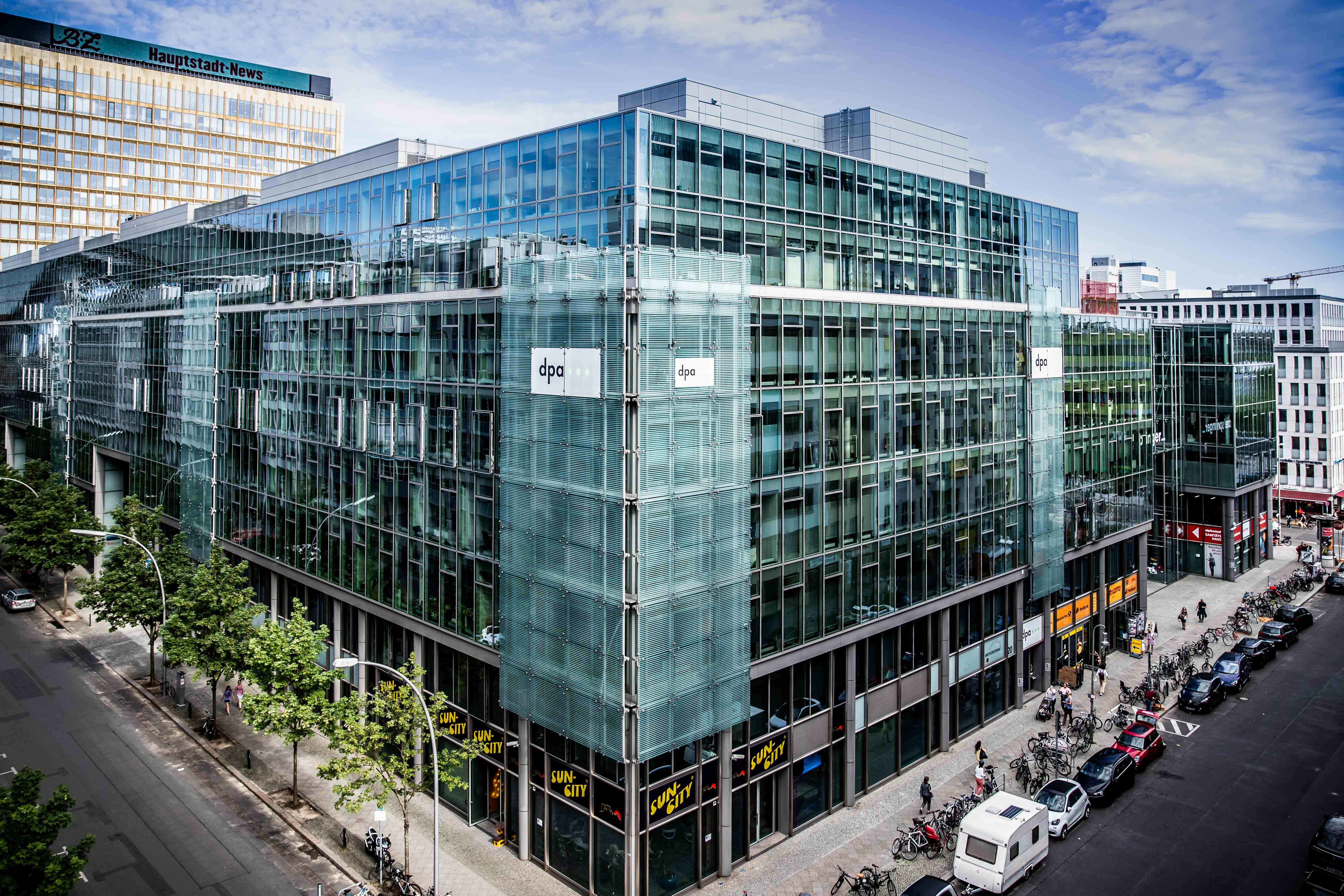
مكتب التحرير الرئيسي لوكالة الأنباء الألمانية في برلين

أعلى هيئة إدارية للوكالة هي مجلس المساهمين، الذي يتكون من ممثلين عن جميع الشركات والبنوك والهيئات المساهمة في الوكالة. يليه مجلس إدارة الوكالة، الذي ينقسم بدوره إلى قسمين رئيسين: قسم الإدارة وقسم التحرير. تقع الأقسام المالية، التقنية، التسويق وإدارة العاملين تحت قسم الإدارة، بينما تقع أقسام المراسلين والصور تحت قسم التحرير. لدى الوكالة مكاتب في حوالي مئة دولة حول العالم وما مجموعه حوالي 800 محرر ومراسل ومصورمن أصل 900 عامل في الوكالة. قسم الصور (DPA- Bildfunk) هو من أنجح أقسام الشركة، تم على سبيل المثال في العام 2000 بث 120 ألف صورة لزبائن الوكالة من صحف، مجلات، دوائر حكومية وغيره حول العالم. بلغت ميزانية الوكالة عام 2001 حوالي 106 مليون يورو. اليوم تعد الوكالة المورد الرئيسي للأنباء بالنسبة للصحافة والإعلام في ألمانيا.

## الهيكل الأساسي للأخبار
التحقيقات المصورة.
أخبار المستهلك.
الأخبار العالمية.
أخبار الرياضة.
صور وكالة الأنباء الألمانية العالمية.

## هيكل الملكية
وكالة الأنباء الألمانية هي شركة خاصة ذات مسؤولية محدودة بموجب القانون الألماني (GmbH) مع 177 مساهمًا ألمانيًا، لا يجوز لأي مساهم امتلاك أكثر من 1.5 في المائة من إجمالي أسهم الشركة وبحد أقصى 25 ٪ من اسهم الوكالة للمذيعين. وهذا يضمن عدم تمكن أي مساهم واحد من ممارسة تأثير مهيمن على الشركة.

## هدف الوكالة
هدف الوكالة هو تصويرالعالم بالكلمات والصور والرسومات ومقاطع الفيديو. وتقوم بذلك باللغات الإنجليزية والإسبانية والعربية وبالألمانية. تقدم الوكالة مجموعة متنوعة من الموضوعات بما في ذلك: السياسة والاقتصاد والرياضة والثقافة والإعلام والعلوم والتكنولوجيا. بلاضافة إلى تقديم مئات الصور يوميًا.

## الحضور العالمي
لها حضور في 100 دولة وهي رابع أكبر وكالة أنباء دولية بعد منافسيها الأمريكيين والبريطانيين والفرنسيين: أسوشيتد برس و رويترز و وكالة فرانس برس . توظف وكالة الأنباء الألمانية الألمانية حوالي 1200 شخص في جميع أنحاء العالم - منهم 450 مراسل في 50 مكتبًا في جميع أنحاء ألمانيا.

## الخدمات

### الخدمات الناطقة بالألمانية
تنشر وكالة الأنباء الألمانية الأساسية ووكالة الأنباء الألمانية لخدمات الدولة معًا حوالي 1100 مقالة من جميع أنحاء العالم في مجالات السياسة والأعمال والرياضة والبانوراما (متنوعة / ثقافية) كل يوم. يُعرض على العملاء ما معدله 950 صورة يوميًا عبر بث الفيديو.
يتم تقديم هذه الخدمات لعملاء الوكالة مقابل رسوم شهرية ثابتة (متداخلة وفقًا لحجم الوسيط)؛ لا توجد تكاليف إضافية لاستخدام المحتوى.

### خدمات اللغات الأجنبية
تتوفر في الوكالة خدمات اللغات الأجنبية الإنجليزية والإسبانية والعربية. تنتج الخدمة الإنجليزية في برلين وفي سيدني، والإسبانية في مدريد وبرلين، وأما الخدمة العربية فمكتب تحريرها الرئيسي في القاهرة.
في عام 2008، أُعْلِنَ أن وكالة الأنباء الألمانية (dpa) ستبدأ أيضًا خدمة إخبارية ثنائية اللغة باللغتين التركية والألمانية في ربيع عام 2009، والتي تهدف إلى إيلاء اهتمام أكبر «للمصالح الإعلامية لمواطني ألمانيا ذوي الأصول التركية». توقفت الخدمة بعد تسعة أشهر فقط.

## مواضيع متعلقة
- دويتشه فيله

## وصلات خارجية
- وكالة الأنباء الألمانية
- موقع وكالة الأنباء الألمانية باللغة العربية